# Вуковје (Песница)
Вуковје (словен. Vukovje) је насељено место у општини Песница, Подравска регија, Словенија.

## Историја
До територијалне реорганизације у Словенији било је у саставу старе општине Марибор.

## Становништво
У попису становништва из 2011. године, Вуковје је имало 350 становника.
| Број становника према пописима | Број становника према пописима | Број становника према пописима |
| ------------------------------ | ------------------------------ | ------------------------------ |
| 1991                           | 2002                           | 2011                           |
| 376                            | 350                            | 350                            |

Напомена: Године 1952. повећано за насеље Копривник, које је укинуто.